# Neoemplectonema strabo
Neoemplectonema strabo är en djurart som tillhör fylumet slemmaskar, och som beskrevs av Korotkevich 1977. Neoemplectonema strabo ingår i släktet Neoemplectonema och familjen Emplectonematidae. Inga underarter finns listade i Catalogue of Life.